# Aphrodisium mulleri
Aphrodisium mulleri là một loài bọ cánh cứng trong họ Cerambycidae.